# Dag Hammarskjölds väg, Stockholm

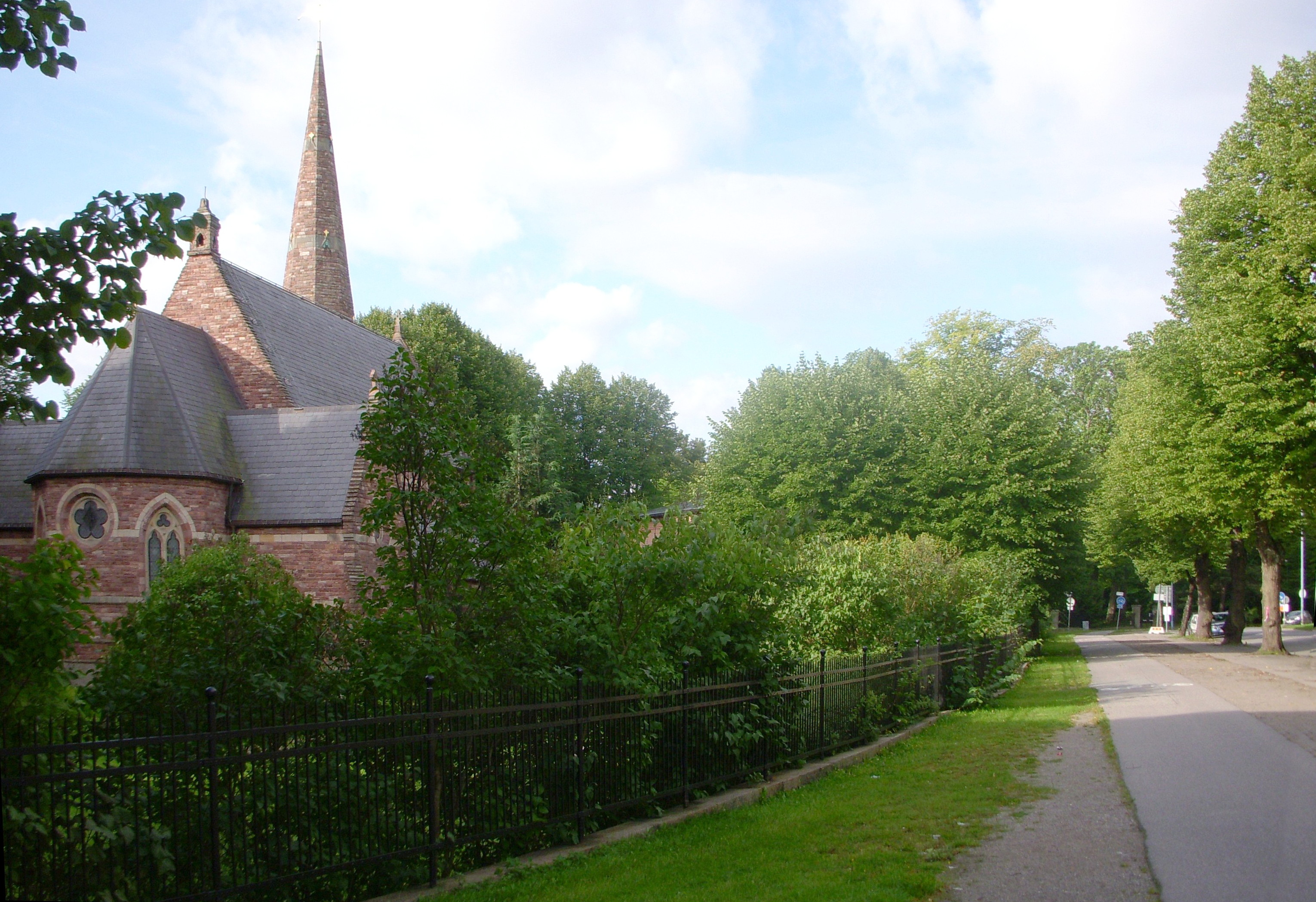
Dag Hammarskjölds väg västerut i höjd med Engelska kyrkan, 2008.

Dag Hammarskjölds väg är en gata på Östermalm i Stockholms innerstad. Gatan leder rakt genom Diplomatstaden och har fått sitt namn efter Förenta nationernas generalsekreterare Dag Hammarskjöld. Den fick sitt nuvarande namn först 1999, efter att tidigare räknats som en del av Strandvägen.

## Beskrivning
Gatan börjar vid korsningarna med Linnégatan och Oxenstiernsgatan och sträcker sig ca 450 meter österut där den övergår i Djurgårdsbrunnsvägen.
I samband med utbyggnaden av Spårväg City kommer de två "komplicerade" trevägskorsningarna i gatans början att byggas om till en mer normal fyrvägskorsning, så att Dag Hammarskjölds väg kommer att ansluta i Linnégatans förlängning och Oxenstiernsgatan i Strandvägens förlängning.
Längs norra sidan av Dag Hammarskjölds väg ligger Berwaldhallen och USA:s ambassad. Längs södra sidan finns bland annat Engelska kyrkan samt ambassadbyggnader för Turkiet, Ungern och Sydkorea.

### Byggnader vid gatan (urval)

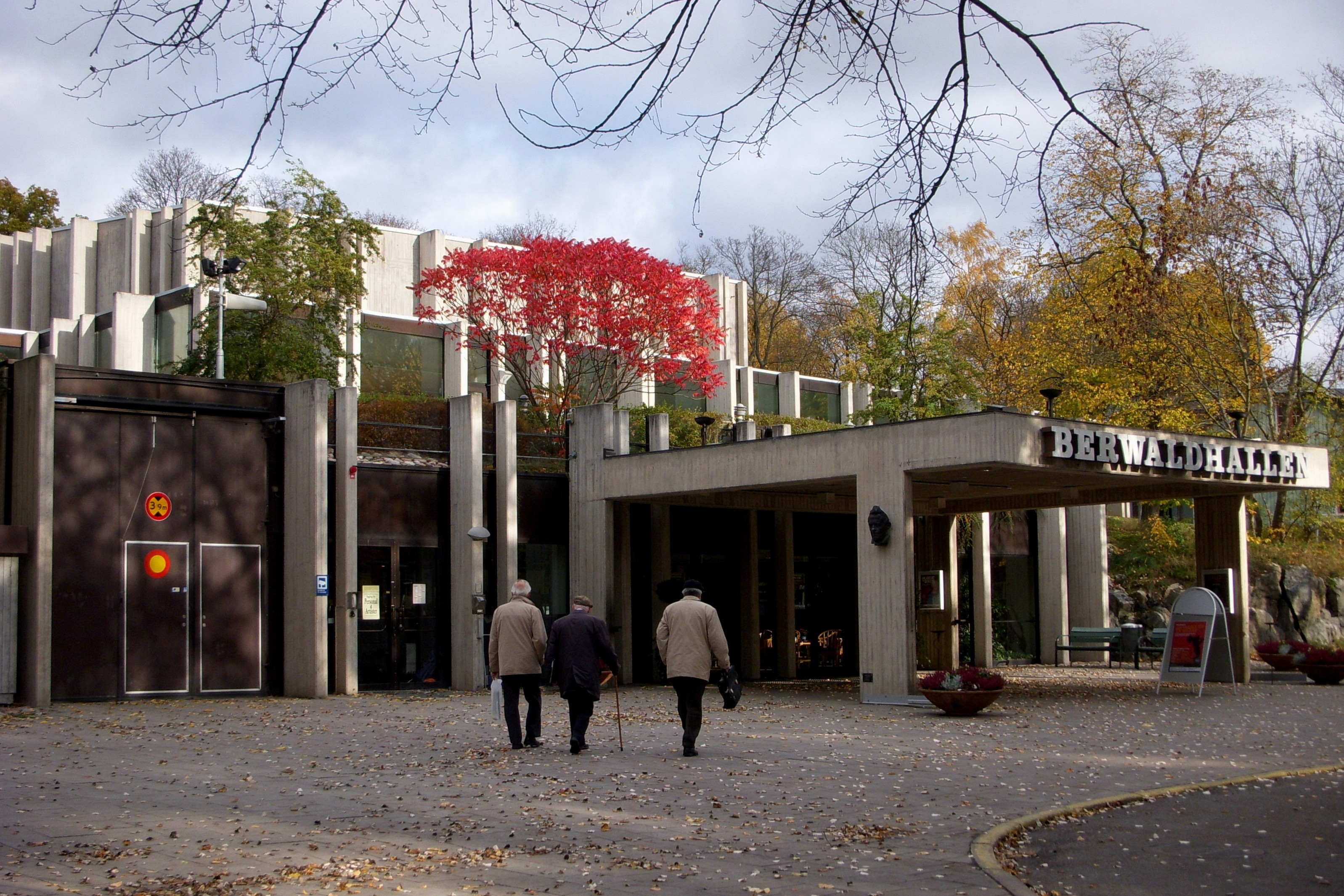
Berwaldhallen.
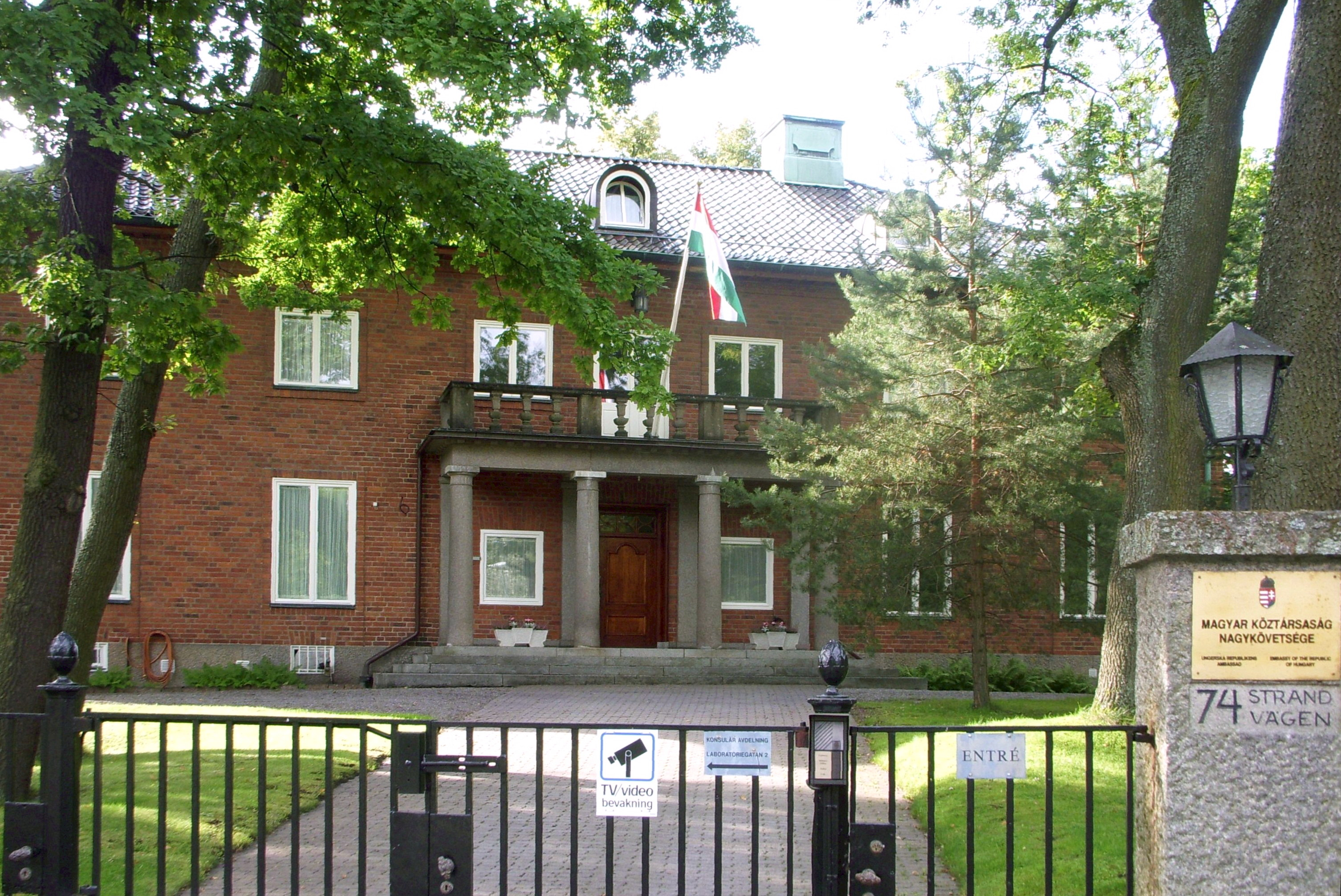
Ungerns ambassad i Stockholm.
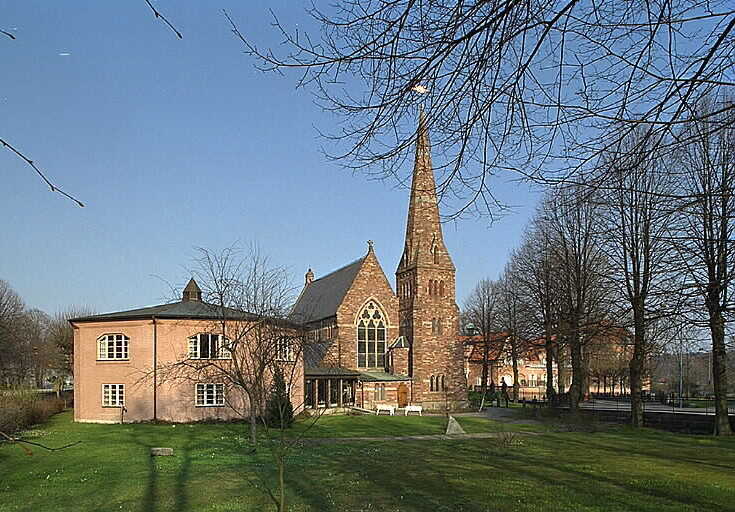
Engelska kyrkan.
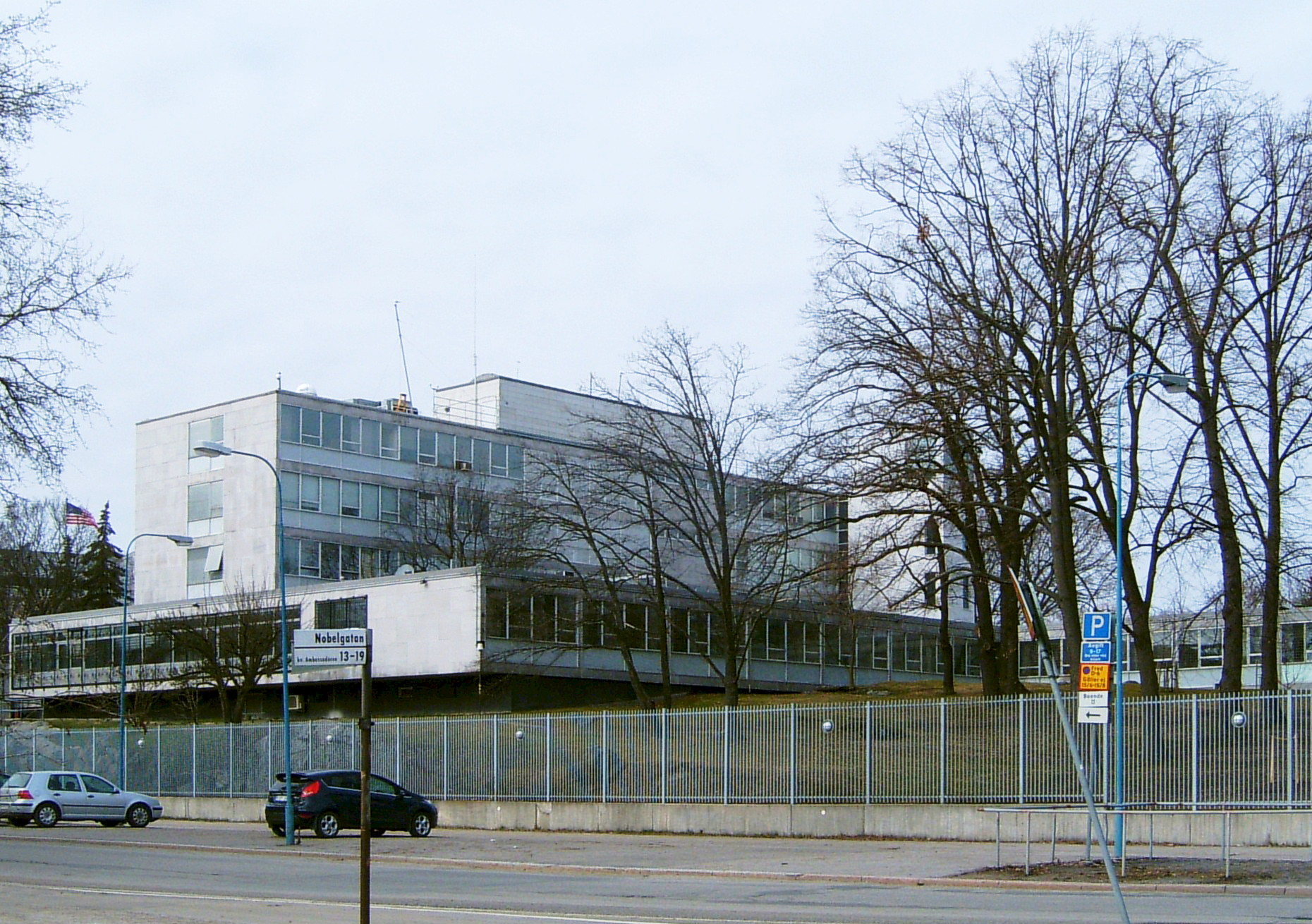
USA:s ambassad i Stockholm.